# Prašník
Prašník est un village de Slovaquie situé dans la région de Trnava.

## Histoire
Première mention écrite du village en 1958.

## Démographie

### Évolution de la population
| Année:               | 1994. | 2004.   | 2014.   | 2024.   |
| -------------------- | ----- | ------- | ------- | ------- |
| Nombre de personnes: | 896   | 851     | 854     | 823     |
| Différence:          |       | -5,02 % | +0,35 % | -3,62 % |

| Année:               | 2023. | 2024.   |
| -------------------- | ----- | ------- |
| Nombre de personnes: | 812   | 823     |
| Différence:          |       | +1,35 % |